# 櫻花紛飛時
《櫻花紛飛時》，日本女歌手中島美嘉的第14張單曲。2005年2月2日發行。

## 概述
- 2005年第一張單曲，與下張專輯「MUSIC 完美嘉音」相隔約一個月。
- 發行時為自「接吻」來第一張沒有商業搭配的單曲，但於2013年追加成為「かんぽの生命」廣告歌的商業搭配，廣告使用的歌曲版本-natural edition-收錄於單曲「曾經我也想過一了百了」中。
- 初回盤特典為特殊彩色印刷CD。
- 首張以櫻花為主題的單曲，寫出「四季轉換的情景」、「戀人們如季節般轉變不停的心境」。

## 收錄歌曲
（作詞・作曲：川江美奈子／編曲：武部聰志）
1. 櫻花紛飛時
2. 櫻花紛飛時（acoustic）
3. 櫻花紛飛時（instrumental）

## 翻唱
- 2007年、中西保志（專輯「Standards」）
- 2007年、SISTER KAYA（專輯「櫻～Complete Japanesque Reggae～」）
- 2008年、森山良子（專輯「春夏秋冬」）
- 2006年、2008年、川江美奈子（專輯「MUSE」、「Kono Hoshi no Kodo」、「letters」）
- 2009年、Jazzin' park Feat. Ryohei（專輯「sakura flavor」）
- 2011年、清木場俊介（單曲「櫻花紛飛時／Melody」）

## 資料來源
- Sony Music Online Japan : 中島美嘉 : 桜色舞うころ （页面存档备份，存于）